# Los 8 escalones (Uruguay)
Los 8 escalones fue un programa de televisión uruguayo estrenado el 16 de marzo de 2021 en Canal 4. Presentado inicialmente por Gustaf van Perinostein y luego por Martín Fablet, se trató de una adaptación del formato argentino del mismo nombre.

## Historia
El 29 de diciembre de 2020, Canal 4 anunció que se realizaría una versión uruguaya del concurso televisivo argentino, Los 8 escalones, producido por Kuarzo Entertainment y conducido por Guido Kaczka. Ese mismo día, se abrieron las inscripciones para participar del programa.
El 1 de febrero de 2021, se confirmó que Gustaf van Perinostein sería el presentador del programa, siendo su primera vez desempeñándose como conductor en la televisión. Asimismo, se anunció que el actor y músico Julio Frade y los comunicadores Sebastián Beltrame y Valeria Tanco serían los "expertos" del concurso. Por otro lado, el 12 de febrero, Andy Vila fue confirmada como la presentadora de la edición famosos.
El programa fue estrenado el 16 de marzo de 2021, inmediatamente después de Telenoche, transmitiéndose todos los martes y jueves a las 21:00. A partir del 7 de abril se emitía también los miércoles, tras la salida del aire de PH, podemos hablar. A mediados de marzo de 2022, la cadena dio a conocer que Gustaf van Perinostein se alejaría de la conducción del ciclo para presentar la versión uruguaya de Ahora Caigo!, y que sería reemplazado por Martín Fablet. Asimismo, se anunció que el escritor y periodista Diego Fischer, y el comunicador Miguel Nogueira, se incorporarían en calidad de "expertos rotativos". El debut del nuevo equipo tuvo lugar el 31 de marzo.

## Formato
El participante pone a prueba su conocimiento frente a dos contrincantes llamados "expertos", Julio Frade y Sebastián Beltrame o Valeria Tanco, eligiendo con cuál de los dos competir, respondiendo preguntas de cultura general con cuatro opciones y ascendiendo una escalera de ocho escalones a medida que responde correctamente. A cada escalón le corresponde una pregunta: si el participante contesta bien y el experto también, asciende un escalón; si el experto contesta erróneamente, asciende dos escalones. Si el participante contesta mal, desciende un escalón y pierde una vida de las tres con que empieza a jugar. Sin embargo, si el experto también se equivoca, el participante permanece en el mismo escalón y no pierde ninguna vida. El objetivo principal es llegar al octavo escalón; si el participante llega, gana UYU 20 mil, pero si contesta correctamente a una pregunta de los expertos gana UYU 50 mil, y tiene la posibilidad de competir por el premio final, un auto 0km.

## Equipo
| Conductor                      | Conductor                                                                          |
| ------------------------------ | ---------------------------------------------------------------------------------- |
| Gustaf van Perinostein (2021)  | Actor, comediante y presentador.                                                   |
| Martín Fablet (2022)           | Presentador y locutor de radio, más conocido por coconducir Las cosas en su sitio. |
| Expertos                       |                                                                                    |
| Sebastián Beltrame (2021-2022) | Presentador y productor de televisión, conocido por el programa de viajes En Foco. |
| Valeria Tanco (2021-2022)      | Periodista, presentadora y editora literaria.                                      |
| Julio Frade (2021-2022)        | Actor, músico y locutor de radio.                                                  |
| Expertos rotativos             |                                                                                    |
| Diego Fischer (2022)           | Periodista y escritor.                                                             |
| Miguel Nogueira (2022)         | Periodista y comunicador.                                                          |